# 菲利普·罗斯 (戏剧制作人)
菲利普·罗斯（Philip Rose，1921年7月4日—2011年5月31日）是百老汇的一名戏剧制作人，制作了《日光下的葡萄干》等作品。

## 生平
菲利普·罗斯本名的菲利普·罗森伯格（Philip Rosenberg），出生于曼哈顿下东区，父母是俄罗斯犹太人。
年轻时，他曾在婚礼和葬礼上靠唱歌谋生，后来做过收帐人等工作，曾随家人搬往华盛顿特区。1945年，他回到纽约市随一家歌剧院巡演。他在哈莱姆演唱爵士乐，还参与了民权运动，结识了不少黑人艺术家，如威廉·马歇尔、西德尼·波蒂埃和洛林·汉斯伯里，后来，他将汉斯伯里的剧本拍成戏剧，受到很大欢迎。
菲利普·罗斯于2011年5月31日在新泽西州恩格尔伍德去世。他的妻子、女演员多丽丝·贝莱克在四个月后于2011年10月4日去世。